# O Médico e o Monstro (1941)
Dr. Jekyll and Mr. Hyde (bra/prt: O Médico e o Monstro) é um filme estadunidense de 1941, do gênero drama de horror, dirigido por Victor Fleming. 
É um remake do filme Dr. Jekyll e Mr. Hyde, de Rouben Mamoulian (1931).

## Sinopse
O filme é baseado no romance Strange Case of Dr Jekyll and Mr Hyde (O Estranho caso de Dr. Jekyll e Mr. Hyde) de Robert Louis Stevenson, publicado em 1886. A história se passa em Londres, no século XIX. O médico e pesquisador Henry Jekyll crê que bem e mal existam em todas as pessoas. Jekyll tem muita determinação para provar sua teoria, que é criticada por quase todos que conhece, inclusive por Charles Emery, o pai de sua noiva Beatrix. Após trabalhar incansavelmente em seu laboratório, Jekyll elabora uma fórmula. Não querendo colocar em risco a vida de ninguém, ele mesmo a bebe. Como resultado, seu lado demoníaco é revelado, que ele chama de Mr. Hyde. Mas o pior ainda estava por vir, pois, inicialmente, Jekyll acreditava poder controlar as aparições de Hyde, mas logo ele veria que estava totalmente enganado.

## Elenco
- Spencer Tracy .... Dr. Henry Jekyll / Mr. Hyde
- Ingrid Bergman .... Ivy Peterson
- Lana Turner .... Beatrix Emery
- Donald Crisp .... Sir Charles Emery
- Ian Hunter .... Dr. John Lanyon
- Barton MacLane .... Sam Higgins
- C. Aubrey Smith .... bispo Manners
- Peter Godfrey .... Poole
- Sara Allgood .... Sra. Higgins
- Frederick Worlock .... Dr. Heath
- Frances Robinson .... Marcia
- Denis Green .... Freddie
- Billy Bevan .... Sr. Weller
- Lumsden Hare .... coronel Weymouth
- Lawrence Grant .... Dr. Courtland

## Principais prêmios e indicações
Oscar 1942 (EUA)
- Indicado nas categorias de melhor edição, melhor trilha sonora - drama e melhor fotografia - preto e branco